# Nauszki (stacja kolejowa)
Nauszki (ros. Наушки) - stacja kolejowa w miejscowości Nauszki, w rejonie kiachtyńskim, w republice autonomicznej Buriacji, w Rosji. Nauszki są jedyną rosyjską stacją graniczną na granicy z Mongolią. Zbudowana została wraz z linią kolejową w 1949.
Stacja posiada do 15 torów (przy głównym budynku stacyjnym) oraz bocznice towarową. Na stacji odbywają się rosyjskie odprawy graniczne. Stacją graniczną po stronie mongolskiej jest Suche Bator.
Do stacji prowadzi droga P442.

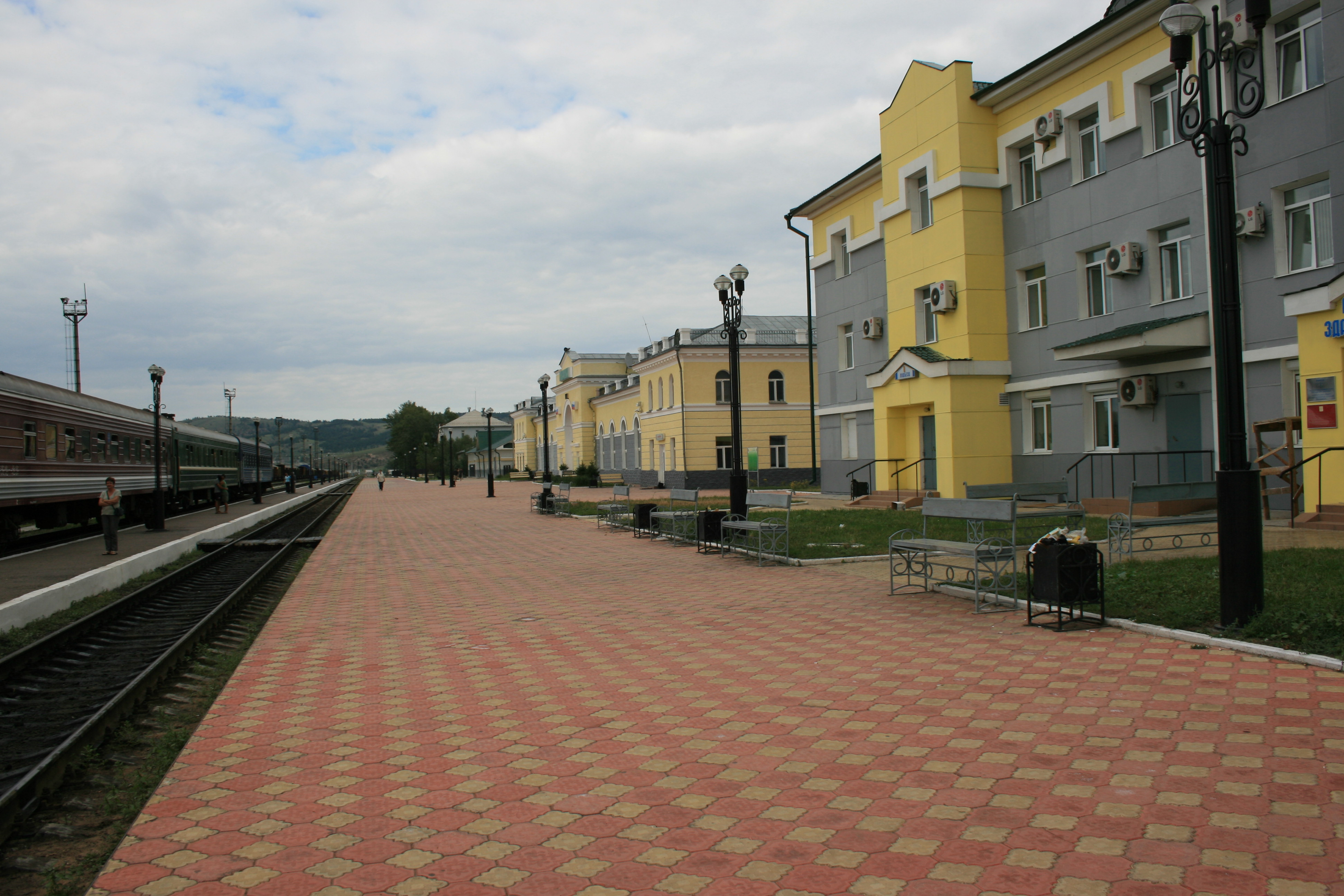
Widok na stację